# Distretto di Champhai
Il distretto di Champhai è un distretto del Mizoram, in India, di 101 389 abitanti. Il capoluogo è Champhai.